# Rochov
Rochov (deutsch Rochow) ist eine Gemeinde in Tschechien. Sie liegt acht Kilometer südöstlich von Lovosice und gehört zum Okres Litoměřice.

## Geographie
Das Dorf befindet sich auf der Böhmischen Tafel linksseitig des Egertals. Am westlichen Ortsrand führt die Autobahn D8/Europastraße 55 vorbei, die nächste Abfahrt "Doksany" liegt im Südosten.
Nachbarorte sind Brňany und Dolánky nad Ohří im Nordosten, Brozany nad Ohří im Osten, Hostěnice im Südosten, Chotěšov im Südwesten, Vrbičany und Zadní Ves im Westen sowie Keblice im Nordwesten.

## Geschichte
Erstmals urkundlich erwähnt wurde Rochov im Jahre 1219. Rochov gehörte zusammen mit Hostěnice zur Herrschaft Brozany nad Ohří, die Litvinov von Karlstein 1480 von Vladislav II. erwarb. 1502 erfolgte der Verkauf an die Herren von Vřešovice, die sich später Brozanský von Vřešovice nannten. Bei der Teilung der Herrschaft durch Jiří Brozanský unter dessen Söhnen Zikmund und Jakub erhielt letzterer 1544 Hostěnice und Rochov. Jakub Brozanský verkaufte seinen Anteil an seinen anderen Bruder Jindřich. 1558 ging dieser Teil an die Zajíc von Hasenburg über und wurde 1601 durch Johann Zbinco von Hasenburg wieder mit der Herrschaft Brozany vereint.

## Ortsgliederung
Für die Gemeinde Rochov sind keine Ortsteile ausgewiesen.